# Prada
Prada, s.P.A. er en italiensk producent af mode til mænd og kvinder, der i dag hører til blandt de ledende designere i modebranchen. Pradas tøj opfattes generelt som et statussymbol..
Virksomheden blev grundlagt allerede i 1913 af Mario Prada, men det var først da barnebarnet Miuccia Prada i 1987 fik kontrol over firmaet, at det gik fra at være en lille lædervareproducent til det store verdenskendte modehus. Hidtil havde produktionen omfattet tasker og diverse rejseudstyr. Miuccia Prada begyndte allerede i 1978 at designe tøj og accessories i elegant, boheme-agtig stil. Prada begyndte i 2006 også at markedsføre parfume, og i 2007 lanceredes mobiltelefonen LG Prada (KE850) i samarbejde med LG Electronics.
Prada kendes i kulturen bl.a. fra den amerikanske komedie The Devil Wears Prada fra 2006.
I Danmark har Prada én butik, der befinder sig på strøget i København.